# Miyakojima-ku (Osaka)
Miyakojima (都島区 Miyakojima-ku?) es un barrio de la ciudad de Osaka, en la prefectura de Osaka, Japón. En agosto de 2019 tenía una población estimada de 107.259 habitantes y una densidad de población de 17.641 personas por km². Su área total es de 6,08 km².

## Demografía
Según datos del censo japonés, la población de Miyakojima ha aumentado en los últimos años.
| Año del censo | Población |
| ------------- | --------- |
| 1995          | 98.045    |
| 2000          | 97.253    |
| 2005          | 99.831    |
| 2010          | 102.632   |
| 2015          | 104.727   |